# پرسی ایران گاز
شرکت پرسی ایران گاز از شرکت‌های تجارت گاز طبیعی در ایران است. این شرکت با ۵۲ درصد از سهمِ بازار، بزرگترین توزیع کننده گاز مایع ایران به حساب می‌آید. موضوع فعالیت شرکت پرسی ایران گاز و شرکتهای فرعی آن عمدتا"در زمینه‌های عملیات، بازرگانی، صنعتی، خدماتی مرتبط با گازمایع وفرآورده‌های گازی، همچنین تولید و تعمیر انواع سیلندر گاز است.

## تاریخچه
ادغام ۲ شرکتِ «پرسی» و «ایران گاز»، شرکت بزرگترِ پرسی ایران گاز را تشکیل داد. این ادغام بر اساس تصمیم مجمع عمومی فوق العاده درتاریخ ۱ تیر ۱۳۸۷ صورت گرفت.

### شرکت ایران گاز
شرکت ایران گاز که در تاریخ ۱۸اردیبهشت ۱۳۳۷ به صورت شرکت سهامی خاص تاسیس و طی شماره ۶۰۹۹ مورخ ۲۸اردیبهشت ۱۳۳۷ در اداره ثبت شرکتها و مالکیت صنعتی تهران به ثبت رسید و دارای ۲۴ شرکت فرعی در نقاط مختلف ایران بوده و مرکز اصلی آن درتهران خیابان شهید سپهبدقرنی ـ خیابان برادران شهیدشــاداب پلاک ۵ قرار داشت.

### شرکت پخش گازایران ـ پرسی گاز
شرکت پرسی گاز نیز درتاریخ ۱۸ شهریورماه ۱۳۳۸ به صورت " سهامی خاص" تحت شماره ۶۸۷۷ در اداره ثبت شرکتها و مالکیت صنعتی در تهران به ثبت رسید و مرکز اصلــی آن درخیابان قائم مقام فراهانی ـروبروی خیابان جم ـ نبش کوچه فریور پلاک ۱/۹۰ قرار داشت. این شرکت دارای ۱۷ شرکت فرعی و ۱۰ منطقه وابسته در نقاط مختلف ایران بوده که ۲۰ منطقه از مناطق آن دراجرای مصوبات صاحبان سهام تا قبل از تشکیل شرکت پرسی ایران گاز با ۱۴ شرکت از شرکتهای فرعی ایران گاز، هم افزا شدند.

## تولید
این شرکت با برداشت ماهانه ۷۰ هزارتن گازمایع از مبادی پالایشگاه و حمل به محل‌های مصرف، دارای ۵۲ درصد بازار مصرف و بیش از ۲۰ میلیون مصرف کننده است و ضمن عرضه گازمایع صنعتی، تجاری و خانگی در اوزان مختلف به صورت مظروف و غیر مظروف، همچنین تأمین گاز مورد نیاز صنایع کاشی و سرامیک، چینی سازی، بیمارستان‌ها، رستوران‌ها، پادگان‌ها، دامداری‌ها، مرغداری‌ها و ... در طی بیش از نیم قرن عرضه خدمات به مصرف کنندگان را فراهم کند.
شرکت پرسی ایران گاز دارای یک کارخانه تولید و تعمیر سیلندر در قزوین است و در سال بیش از۲۵۰ هزار عدد سیلندر نو تولید و نزدیک به ۵۰۰ هزار عدد سیلندر گازمایع را تعمیر می‌کند.

## شرکت‌های تابعه
این شرکت ۵ شرکت توزیع گاز مایع، دو کارخانه تولید و تعمیر سیلندر و یک شرکت پشتیبانی و خدمات مهندسی را زیر مجموعه خود دارد.
شرکت پرسی ایران گاز در سال ۱۳۸۷ از ادغام دو شرکت «پخش گاز ایران - پرسی گاز» و «شرکت ایران گاز» به وجود آمد.

## سهامداران
سهامداران عمدهٔ شرکت پرسی ایران گاز، شرکت سرمایه گذاری صندوق بازنشستگی کشوری (مربوط به سازمان بازنشستگی کشوری) با ۵۰ درصد سهام و شرکت سرمایه گذاری نفت، گاز  و پتروشیمی تأمین (شرکت سرمایه گذاری تامین اجتماعی (شستا) مربوط به سازمان تامین اجتماعی) با  ۴۹٫۹۹ درصد سهام هستند. این شرکت یکی از شرکت‌های سرمایه گذاری نفت و گاز و پتروشینی تامین «تاپیکو» به حساب می‌آید.

## محصولات
موضوع اصلی فعالیت این شرکت شامل تولید، توزیع و فروش محصولات و نیز واردات و صادرات و همچنین خدمات حمل ونقل مربوط به کلیه اقسام گاز و فرآورده‌های گاز مایع، فعالیت‌های صنعتی و بازرگانی و خدماتی مربوطه در داخل ایران شامل مناطق آزاد تجاری و مناطق ویژه اقتصادی و در خارج از ایران و همچنین ایجاد و تاسیس شرکت‌های جدیدی در داخل و خارج ایران است.

## عرضه مستقیم
عرضه گاز سيلندري در بخش‌ها و روستاها از طريق نمايندگان خود در تمامي مراكز بخش‌ها، دهستان‌ها و روستاهاي پرجمعيت اقدام به عرضه گاز سيلندري از طريق متصديان کرده است که با حدود ۲ هزار متصدي قرار داده است.

## مسئولیت اجتماعی
این شرکت در شرایط بحران‌های مختلف گزارشاتی از اجرای مسئولیت‌های اجتماعی خود را نشر داده است ازجمله ارسال  ۱ هزار عدد سیلندر پرسی ایران گاز نو به مناطق زلزله زده شهرستان خوی در بهمن ماه 1401.

## هیئت مدیره
احمدرضا غلامی، مديرعامل و نايب رئيس موظف هيأت مديره، محمدصادق شرفی، رئيس هيأت مديره عضو غير موظف، سید مرتضی موتورچی، عضو موظف هيأت مديره، محمدرضا آقازاده و مهرداد سالار فر عضو غير موظف هيأت مديره اعضای هیئت مدیره‌ی این شرکت را تشکیل می‌دهند.